# 29292 Conniewalker
29292 Conniewalker este un asteroid din centura principală de asteroizi.

## Descriere
29292 Conniewalker este un asteroid din centura principală de asteroizi. A fost descoperit pe 24 mai 1993 la Observatorul Palomar de Carolyn S. Shoemaker și David H. Levy. Asteroidul prezintă o orbită caracterizată de o semiaxă mare de 2,35 ua, o excentricitate de 0,20 și o înclinație de 25,5° în raport cu ecliptica.